# Väärä (sjö i Kaavi, Norra Savolax, Finland)
Väärä eller Vääräjärvi är en sjö i Finland. Den ligger i kommunen Kaavi i landskapet Norra Savolax, i den centrala delen av landet, 400 km nordost om huvudstaden Helsingfors. Väärä ligger 123,2 meter över havet. I omgivningarna runt Väärä växer i huvudsak barrskog. Den är 15,74 meter djup. Arean är 85,7 hektar och strandlinjen är 11,69 kilometer lång. Sjön  ingår i Vuoksens huvudavrinningsområde. 